# Girabola de 2018–19
O Girabola 2018-19 ou Girabola Zap 2018-19, por motivos de patrocínio, foi a 41ª edição do Campeonato Nacional de Seniores de Angola organizado pela Federação Angolana de Futebol.
A principal diferença no torneio é a mudança do calendário para o usado no hemisfério norte.
O Clube Desportivo Primeiro de Agosto continua como o único clube a disputar todas as edições do campeonato.

## Promovidos e rebaixados
| Pos. | Rebaixados no Girabola 2018 |
| ---- | --------------------------- |
| 14º  | Domant                      |
| 15º  | 1º de Maio                  |
| 16º  | JGM do Huambo               |

| Pos. | Promovidos da Segundona 2018 |
| ---- | ---------------------------- |
| 1º   | Santa Rita                   |
| 2º   | Saurimo                      |
| 3º   | ASA                          |

### Estádios e locais
| Equipa                  | Cidade natal | Estádio                     | Capacidade | Desempenho em 2018  |
| ----------------------- | ------------ | --------------------------- | ---------- | ------------------- |
| Académica do Lobito     | Lobito       | Estádio do Buraco           | 15 000     | 5º no Girabola      |
| ASA                     | Luanda       | Estádio dos Coqueiros       | 20 000     | Segundona 2018      |
| Bravos do Maquis        | Luena        | Jonas Kufuna "Mundunduleno" | 4300       | 8º no Girabola      |
| Cuando Cubango          | Menongue     | Campo Municipal             | 5000       | 11º no Girabola     |
| Desportivo da Huíla     | Lubango      | Estadio da Tundavala        | 25 000     | 6º no Girabola      |
| Interclube              | Luanda       | Estádio 22 de Junho         | 12 000     | 3º no Girabola      |
| Kabuscorp               | Luanda       | Estádio dos Coqueiros       | 12 000     | 9º no Girabola      |
| Petro de Luanda         | Luanda       | Estádio 11 de Novembro      | 50 000     | 2º no Girabola      |
| Primeiro de Agosto      | Luanda       | Estádio 11 de Novembro      | 50 000     | Campeão do Girabola |
| Progresso do Sambizanga | Luanda       | Estádio da Cidadela         | 30 000     | 13º no Girabola     |
| Santa Rita              | Uíge         | Estádio 4 de Janeiro        | 12 000     | 1º Segundona 2018   |
| Saurimo                 | Saurimo      | Estádio das Mangueiras      | 10 000     | Segundona 2018      |
| Recreativo da Caála     | Caála        | Estádio Mártires da Canhala | 3000       | 12º no Girabola     |
| Recreativo do Libolo    | Calulo       | Estádio Patrice Lumumba     | 10 000     | 4º no Girabola      |
| Sagrada Esperança       | Dundo        | Estádio Sagrada Esperança   | 3000       | 7º no Girabola      |
| Sporting de Cabinda‎     | Cabinda‎‎      | Estádio do Tafe             | 9000       | 10º no Girabola     |

## Estatísticas

### Artilheiros
| Pos.     | Jogador      | Equipa           | Jogos    |
| 14 golos | 14 golos     | 14 golos         | 14 golos |
| -------- | ------------ | ---------------- | -------- |
| 1        | Mabululu     | 1º de Agosto     | 22       |
| 13 golos |              |                  |          |
| 2        | Tiago Azulão | Petro de Luanda  | 25       |
| 13 golos |              |                  |          |
| 2        | Chico        | Bravos do Maquis | 27       |

## Classificação
| #  | Equipa                      | J  | V  | E  | D  | GP | GC | SG  | Pts | Classificação                                |
| -- | --------------------------- | -- | -- | -- | -- | -- | -- | --- | --- | -------------------------------------------- |
| 1  | 1º de Agosto[b]             | 30 | 20 | 9  | 1  | 48 | 41 | +7  | 69  | Liga dos Campeões da CAF de 2019-20          |
| 2  | Petro de Luanda             | 30 | 19 | 7  | 4  | 40 | 15 | +25 | 64  | Liga dos Campeões da CAF de 2019-20          |
| 3  | Desportivo da Huíla [a] [b] | 30 | 15 | 7  | 8  | 33 | 22 | +11 | 52  | Copa das Confederações da CAF                |
| 4  | Interclube                  | 30 | 11 | 11 | 8  | 27 | 22 | +5  | 44  |                                              |
| 5  | Sagrada Esperança           | 30 | 10 | 11 | 9  | 31 | 26 | +5  | 41  |                                              |
| 6  | Kabuscorp [c] [e]           | 30 | 13 | 10 | 7  | 35 | 26 | +9  | 49  |                                              |
| 7  | Progresso                   | 30 | 9  | 13 | 8  | 33 | 29 | +4  | 40  |                                              |
| 8  | Recreativo do Libolo        | 30 | 10 | 9  | 11 | 31 | 30 | +1  | 39  |                                              |
| 9  | Recreativo da Caála         | 30 | 8  | 13 | 9  | 30 | 34 | −4  | 37  |                                              |
| 10 | Bravos do Maquis [d]        | 30 | 7  | 15 | 8  | 28 | 28 | 0   | 36  |                                              |
| 11 | Santa Rita                  | 30 | 8  | 8  | 14 | 32 | 41 | −9  | 32  |                                              |
| 12 | Académica do Lobito         | 30 | 7  | 10 | 13 | 23 | 29 | −6  | 31  |                                              |
| 13 | Sporting de Cabinda         | 30 | 6  | 12 | 12 | 30 | 43 | −13 | 30  |                                              |
| 14 | Cuando Cubango [e]          | 30 | 6  | 8  | 16 | 30 | 51 | −21 | 26  |                                              |
| 15 | ASA                         | 30 | 5  | 11 | 14 | 26 | 48 | −22 | 26  | Rebaixado para Campeonato Provincial de 2019 |
| 16 | Saurimo                     | 30 | 5  | 6  | 19 | 20 | 47 | −27 | 21  | Rebaixado para Campeonato Provincial de 2019 |

Última atualização em 4 de fevereiro de 2020
Fonte: [carece de fontes?]
Regras para classificação: 1) pontos; 2) pontos por confronto direto; 3) golos por confronto direto; 4) diferença de golos; 5) número de vitórias; 6) play-off.
(C) = Campeão; (R) = Rebaixado; (P) = Promovido; (O) = Vencedor do play-off; (A) = Classificado para a próxima fase. 
Somente aplicável se a temporada não tiver terminado: 
(Q) = Classificado para a fase do torneio indicada; (TQ) = Classificado para o torneio, mas não para a fase indicada; (DQ) = Desclassificado do torneio.

Notas:

- a[a] O Desportivo de Huila terminou na 3ª colocação,porém desistiu da participação da Taça da Confederação.A Federação Angolana não indicou nenhum participante

http://www.angop.ao/angola/pt_pt/noticias/desporto/2019/5/23/Futebol-Desportivo-Huila-desiste-Taca-Confederacao,a1ed89af-6d68-4fa3-9038-0a4c7df4d61c.html
- e[e] Cuando Cubango seria o terceiro rebaixado,porém devido a punição do Kabuscorp permaneceu na elite